# Sexuální násilí ve sportovních klubech
Sexuální násilí ve sportovních klubech označuje jakoukoli formu sexuálního obtěžování, zneužívání nebo násilí, k němuž dochází v prostředí amatérského nebo profesionálního sportu. Oběťmi se často stávají děti a mladiství sportovci, ale i dospělí. Pachatelé bývají trenéři, funkcionáři, spoluhráči nebo další osoby v rámci sportovního klubu, které mají autoritu či přístup k oběti.

## Charakteristika
Sexuální násilí ve sportu je často spojeno s nerovným mocenským postavením, důvěrou a izolací. Sportovní prostředí může vytvářet podmínky, které zneužívání umožňují nebo usnadňují – například důraz na disciplínu, uzavřenost klubů, autoritu trenéra, cestování bez přítomnosti rodičů či fyzický kontakt v trénincích.
Problém je zhoršován stigmatizací, strachem z odvety nebo ztráty sportovní kariéry, což vede k nízké míře hlášení případů. V mnoha případech dochází ke krytí incidentů vedením klubu nebo svazem, případně k přenosu pachatele do jiného klubu bez důsledků.

## Známé případy
Problematika sexuálního násilí ve sportu se dostala do širšího povědomí díky několika mediálně sledovaným případům. Mezi nejznámější patří kauza amerického lékaře Larryho Nassara, který zneužil stovky gymnastek včetně olympijských medailistek. Podobné případy byly zaznamenány i v jiných sportech a zemích, včetně hokeje, plavání, fotbalu či krasobruslení.
V České republice se téma dostává do veřejné debaty zejména od 20. let 21. století. Některé případy vyplavaly na povrch díky investigativní novinařině nebo aktivitám neziskových organizací. Přesto je rozsah problému nadále podhodnocen a často zůstává skrytý.

## Výzkum v České republice
V roce 2023 byla na Fakultě tělesné výchovy a sportu Univerzity Karlovy obhájena diplomová práce Barbory Večlové, která se zaměřila na vnímání sexuálního obtěžování v prostředí organizovaného sportu z pohledu studentů českých vysokých škol. Výzkum ukázal, že studenti se se sexuálním obtěžováním ve sportovním prostředí často a opakovaně setkávají. Pachatelem bývá často muž v pozici sportovce nebo trenéra a obětí žena v pozici sportovkyně. Nejčastější jsou verbální a neverbální formy obtěžování. Oběti mají většinou psychické následky nebo jsou nuceny změnit či ukončit svou sportovní aktivitu. Výsledky poukazují na absenci nebo špatnou komunikaci tématu ze strany managementu některých sportovních organizací.

## Reakce institucí
V reakci na odhalené případy přijímají sportovní organizace a svazy etické kodexy, zavádějí školení pro trenéry a vytvářejí mechanismy pro oznamování a prevenci násilí. Některé státy zavedly legislativu, která ukládá povinnost organizacím chránit děti před zneužíváním. Přesto jsou implementace a účinnost opatření často nedostatečné.

## Prevence
Prevence sexuálního násilí ve sportu zahrnuje:
- vzdělávání trenérů, rodičů a sportovců o rizicích a právech dětí,
- transparentní pravidla pro práci s mládeží (např. zákaz osamělého kontaktu s dítětem),
- nezávislé mechanismy pro podání stížností,
- psychologickou a právní podporu obětem.